# アルンフィン・ベルクマン
アルンフィン・ベルクマン（Arnfinn Bergmann、1928年10月14日 - 2011年2月13日）はノルウェー、トロンハイム出身の元スキージャンプ選手、元サッカー選手。

## プロフィール
1947/48シーズンにベルクマンはFreidig FKの選手としてノルウェーのサッカー選手権で優勝した。同じ年にスキージャンプのノルウェージュニアチャンピオンとなり、以後ジャンプを専門に行った。
1950年、レークプラシッド（アメリカ）で行われたノルディックスキー世界選手権で銅メダルを獲得。1952年、自国での開催となったオスロオリンピックで金メダルを獲得した。
1953/54シーズンのジャンプ週間で総合5位となっている。
ノルウェー選手権で1952年、1953年、1958年の3回優勝、また1956年にはホルメンコーレン・メダルを受賞している。1959年限りで引退した。
2011年2月13日、病気により死去。82歳没。

## 脚註
1. ↑  Arnfinn Bergmann er død NRK 2011-2-14